# Синко-Вильяс (Наварра)
Синко-Вильяс (исп. Cinco Villas), также официально Борцириак (баск. Bortziriak) — район (комарка) в Испании, входит в провинцию Наварра. Название буквально означает «пять посёлков». Находится на самой северной оконечности Наварры и граничит с Францией.

## Описание
Занимает площадь 18 305 гектар, с населением порядка 10 тысяч человек, расположен в долинах среднего течения реки Бидасоа. История становления муниципальных отношений Синко-Вильяс уходит в глубь веков и не очень хорошо известна.  Территория относится к Кантабрийским долинам и Стране Басков. 
Система расселения представлена пятью городами, а также рассредоточенными, изолированными деревнями. Городские центры Эчалар, Вера-де-Бидасоа и Лесака расположены в низовьях долин, Аранас и Янси — на склонах на большей высоте. Исторически регион характеризовался неблагоприятными условиями для ведения сельского хозяйства, в первую очередь, для культивирования пшеницы. Зато здесь было развито скотоводство. 
С приходом индустриализации Синко-Вильяс перестал быть преимущественно сельским регионом, и именно здесь сосредоточена большая часть промышленности в северной части Наварры. До начала двадцатого века большая часть населения работала на металлургическом заводе.

## Муниципалитеты
1. Аранас
2. Вера-де-Бидасоа
3. Лесака
4. Эчалар
5. Янси